# Glaucestrilda
Genre
Glaucestrilda est un genre d'oiseaux de la famille des Estrildidae.

## Répartition
Ces oiseaux sont endémiques d'Afrique subsaharienne.

## Liste des espèces
Selon la classification de référence du Congrès ornithologique international (14.2, 2024) il comporte trois espèces :
- Glaucestrilda caerulescens (Vieillot, 1817) — Astrild queue-de-vinaigre
- Glaucestrilda perreini (Vieillot, 1817) — Astrild à queue noire
- Glaucestrilda thomensis (de Sousa, 1888) — Astrild de Sao Tomé

## Systématique
Le nom valide complet (avec auteur) de ce taxon est Glaucestrilda Roberts, 1922.